# Hélène Defrance
Hélène Defrance (11 de agosto de 1986) é uma velejadora francesa, medalhista olímpica.

## Carreira

### Rio 2016
Hélène Defrance representou seu país nos Jogos Olímpicos de Verão de 2016, na qual conquistou medalha de bronze na classe 470, ao lade de Camille Lecointre.